# Kirka
Kirka (grč. Κίρκη, Kírkê) u grčkoj mitologiji čarobnica je (nimfa ili božica) s vlastita otoka, Odisejeva ljubavnica, Helijeva i Perzina kći.
Živjela je na otoku Eeji na dalekom zapadu, kamo su ljudi rijetko dolazili. Prvi put su, koliko je poznato, na njezinim obalama pristali Argonauti, kad su se sa zlatnim runom vraćali iz Kolhide. Primila ih je prijateljski, iako je prema njima mogla imati stanovitih ograda. Ugrabčjeno zlatno runo pripadalo je njezinu bratu,kolhidskom kralju Ejetu, a vođa Argonauti Kazon ubio je, uz pomoć njezine nećakinje Medeje, Ejetova sina Apsirta. Ipak, očistila je Jazona i Medeju od krivice i susretljivo ih savjetovala kako će savladati teškoće koje ih očekuju i vratiti se u Jolk, Jazonovu domovinu.
Kao drugi na Kirkin je otok dospio itački kralj Odisej, kojeg je onamo bacila oluja kad je nakon osvojena Troje plovilo u domovinu. Kad je Odisej pristao uz obale Kirkina otoka, poslao je nekolicinu muževa da ih istraže. Kirka ih je čarobnim napitkom i zamahom čarobna pruta pretvorila u svinje. Odisej je na to odlučio prisiliti Kirku da njegovim drugovima vrati ljudski lik. Njegova hrabrost svidjela se bogu Hermesu, dao je Odiseju biljku koja je onemogućila Kirkinu čaroliju i savjetovao ga da s isukanim mačem prisili Kirku da s njegovih drugova skine čaroliju. Kirka mu je to obećala, ali uz uvjet da kod nje ostane godinu dana. Da bi spasio drugove Odisej je na to pristao i održao svoje obećanje. Ipak, bio je radostan kad je ugovoreno vrijeme isteklo i kad je zamolio Kirku da ga pusti kući. Pustila ga je bez pogovora jer je znala da će se za kratko vrijeme radovati njegovu sinu kojeg će roditi, pa je Odiseja bogato darivala i, dajući mu još dragocjenije savjete, ispratila ga na dalek put. Na Kirkin otok Odisej se vratio još dva puta: prvi put na povratku iz podzemnog svijeta, kamo je bio pošao po Kirkinu savjetu da sazna kako da osigura sretan povratak kući, i drugi put nakon smrti da ondje nade vječni počinak. Kad je, naime, Kirkin i Odisejev sin Telegon odrastao, pošao je s nekolicinom prijatelja da traži oca. Dospio je i na Itaku, ali su je njegovi drugovi počeli pljačkati, Odisej im se suprotstavio sa svojom vojskom, a Telegon je pohitao da pomogne svojim drugovima i u borbi ubio Odiseja. Kad je doznao da je ubio svoga oca, Telegon je njegovo tijelo prenio na otok Eeju i ondje ga svečano sahranio
Lik krasne čarobnice Kirke, koji nam je prvi put predočila Homerova Odisej, a zatim i mit o Argonautima, puno je puta oživio u djelima pjesnika, dramatičara i likovnih umjetnika. Nalazimo je u društvu s Odisejem na nekih dvadeset i pet slika na vazama, od kojih pet potječu s početka 6. st. pr. n. e. (dvije su u Muzeju lijepih umjetnosti u Bostonu, a ostale u zbirkama u Berlinu, Ateni i Tarentu).
Umjetnici novijeg vremena takoder su je prikazivali u društvu s Odisejem. Među najranije slike s tom temom ubraja se Kirka i njezini ljubavnici D. Dossija, iz vremena oko 1513. god. (u Narodnoj galeriji u Washingtonu, a u drugoj verziji u rimskoj Villi Borghese), a takoder i Odisej i Kirka B. Sprangera, s kraja 16. st. (slika se nekoć nalazila u tzv, rudolfinskim zbirkama praškog kraljevskog dvorca Hradčany, a danas je u Umjetničko-povijesnom muzeju u Beču). Od novijih to je prije svega Circe E. Burna-Jonesa, iz vremena oko 1860. god. (u Gradskoj galeriji u Birminghamu), a od djela jugoslavenskih slikara vrijedno je spomenuti Kirku B. Čikoš-Sesije, iz 1895, danas u Magyar Nemzeti Galeria u Budimpešti. Podjednako kao slikare Kirka je privlačila i dramatičare. Spomenimo samo Corneilleovu dramu Circe, iz 1675. god., a od novijih Odiseja i Kirku F. Hübela (1922), Kirku H. Gunterta (1934) i Circe C. Baxe (1949). Nisu joj odoljeli ni pjesnici: kao primjer neka posluži ciklus pjesama Kirka V. Nazora (1923- 1925). Kirka je možda i više nego dramatičare i pjesnike privukla glazbenike: operu Circe skladali su M. A. Charpentier (1675), J. Mysliveček (1799), B. Romberg (1807), A. Bungert (1897), a kao posljednji i W. Egk (1947). Scensku melodramu Circe napisao je 1789. god. i J. Praupner.
Antički autori, posebno rimski, smjestili su Kirkino boravište na rt Circeju (današnji Circeo) u Laziu, a tu ga traži i nalazi većina novovjekovnih hodočasnika Odisejevim stazama (neki na jadranskom otoku Lošinju, a drugi čak na Azorskim otocima).

## Etimologija
Kirkino grčko ime označava pticu (sokola ili jastreba).

## Mitologija

### Život
Kirka je kći boga Sunca Helija i Okeanide Perze, Etova, Pasifajina i Agina sestra, te unuka Hiperiona i Teje, nećakinja Zore i Mjeseca, ili potječe od Hekate.
Bila je poznata po svom čarobničkom umijeću, a svoje bi neprijatelje ili one koji bi je uvrijedili pretvarala u životinje ili druge stvari uz pomoć raznih napitaka i biljaka te bi oni ostajali s njom na otoku. Prema većini izvora bila je čarobnica, a neki je smatraju nimfom ili boginjom. Svojoj je nećakinji Medeji prenijela znanje o magiji, koje je ova koristila kako bi uza sebe zadržala Jazona.

### Odiseja
U Homerovoj Odiseji njezin je otok opisan kao vodena vila koja stoji nasred čistine. Oko kuće bili su lavovi i vukovi, žrtve njezine magije. Nisu bili opasni, a umiljavali su se strancima.
Kirka je pozvala Odisejevu družinu na gozbu, a hrana je bila otrovana njezinim magičnim napicima te ih je sve pretvorila u svinje čarobnim štapićem. Jedino je Euriloh, sumnjajući na prijevaru, pobjegao i upozorio Odiseja i ostale koji su ostali na brodovima. Odisej je krenuo po svoje ljude, ali presreo ga je Hermes i rekao da nađe posebnu biljku koja će ga čuvati od sudbine njegovih drugova.
Kad je Odisej stigao Kirki, njezina čarolija nije djelovala te je bila toliko iznenađena pa se na posljetku zaljubila u nj i vratila njegove drugove u ljudsko obličje. Godinu dana Odisej i Kirka bili su ljubavnici, a poslije ih je sve pustila da odu te im je pomogla, davši Odiseju uputu kako da dođe do Hada i Aheronta. Predložila je Odiseju dva puta do Itake - preko Simplegada, lutajućih stijena ili preko Skile i Haribde.

### Scila
Prema Ovidiju, Scila je nekoć bila prekrasna nimfa. Glauk se ludo zaljubio u nju, ali pobjegla je od njega na zemlju gdje je on, kao morsko božanstvo, nije mogao slijediti te je bio očajan. Otišao je čarobnici Kirki da je zatraži ljubavni napitak koji bi omekšao Scilino srce.
No, Kirka se također zaljubila u Glauka te ga je obasipala slatkim riječima, no Glauk ju je odbijao. Kirka se strahovito naljutila, ali ne na Glauka nego na Scilu. Pripremila je moćni otrov i izlila ga u bazen u kojem se Skila kupala. Kad je Skila ušla u vodu, pretvorila se u strašno čudovište s dvanaest nogu i šest glava te tri reda zubi. Stajala je očajna, nije se mogla micati, uništavala je sve što je prolazilo i do čega je mogla doći. Kad bi koji brod prolazio, svaka bi njezina glava dohvatila jednog mornara.

### Ostali izvori
U Heziodovoj Teogoniji doznajemo da je Kirka Odiseju rodila tri sina: Agrije, Latin i Telegon, koji je vladao Etruščanima.
Kasniji pjesnici govore samo o Telegonu kao njihovu sinu. Kad je Telegon odrastao, Kirka ga je poslala da nađe Odiseja, koji se odavno vratio na Itaku. No, stigavši ondje, Telegon je zabunom i ne znajući ubio svog oca. Vratio je tijelo na Kirkin otok i poveo Penelopu te Odisejeva i Penelopina sina Telemaha s njim. Kirka ih je učinila besmrtnima i udala se za Telemaha, a Telegon se oženio Penelopom.
Dioniz Halikarnski citira povjesničara Ksenagoru te tvrdi da su Odisej i Kirka imali tri sina: Roma, Anteja i Ardeja, prema kojima su nazvana tri grada: Rim, Antium i Ardea.
Neki izvori govore i da se Kirka susrela s Argonautima te da ih je očistila zbog Apsirtove smrti. U nekim izvorima piše i da je imala kćer Egu.
U kasnijim se pričama spominje da je Kirka pretvorila Pika u djetlića zato što je odbio njezinu ljubav, a Skilu u strašno čudovište.

## Vanjske poveznice
- Kirka u klasičnoj literaturi i umjetnosti
- Kirka u grčkoj mitologiji